# Trasdockan
Trasdockan (originaltitel: The Night of the Hunter) är en amerikansk thrillerfilm från 1955 i regi av Charles Laughton.

## Handling
Den psykopatiske men karismatiske predikanten Harry Powell (spelad av Robert Mitchum) är en person som vissa skulle kalla en verklig "ulv i fårakläder". Han delar fängelsecell med en man, Ben Harper (Peter Graves), som i sömnen berättar att hans barn har hans rånbyte på 10 000 dollar gömda någonstans. Mannen blir ett par dagar senare dömd till döden. Då Powell blir frisläppt söker han upp mannens hustru Willa Harper (Shelley Winters) och gifter sig med henne för att komma åt de två barnen, John och Pearl, som han listat ut har pengarna. Han mördar sin nya hustru och går på jakt efter barnen som flyr från honom i natten.

## Rollista i urval
- Robert Mitchum – Harry Powell
- Shelley Winters – Willa Harper
- Lillian Gish – Rachel Cooper
- Peter Graves – Ben Harper
- Billy Chapin – John Harper
- James Gleason – Birdie Steptoe
- Sally Jane Bruce – Pearl Harper
- Evelyn Varden – Icey Spoon
- Don Beddoe – Walt Spoon

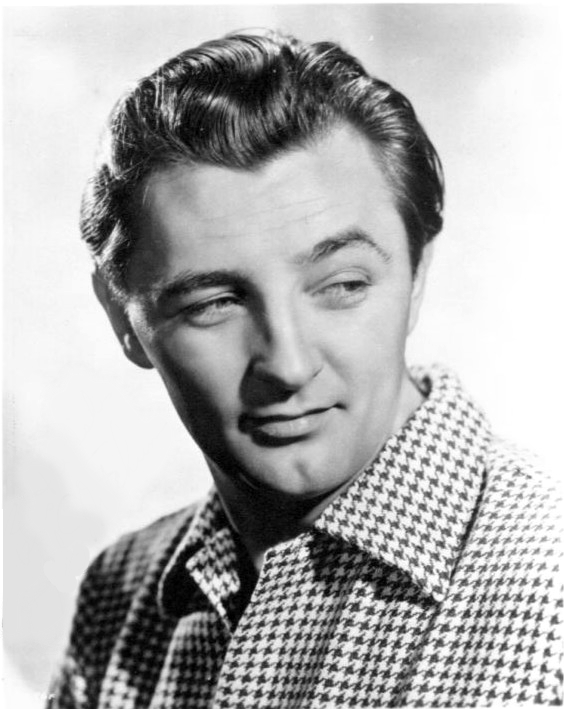
Robert Mitchum
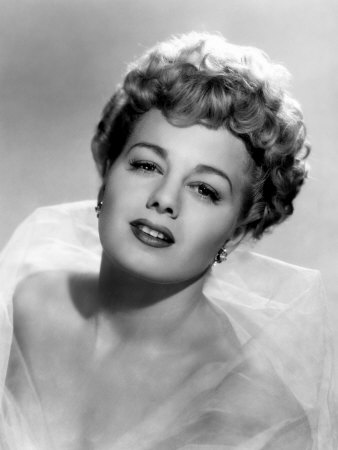
Shelley Winters
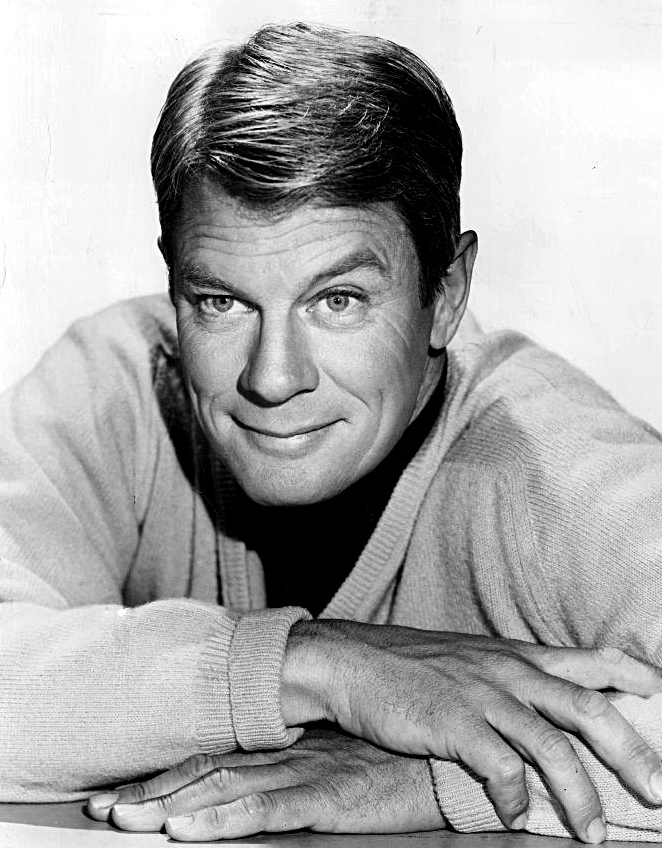
Peter Graves

## Produktion
Filmen spelades in mellan den 15 augusti och den 7 oktober 1954. Huvudrollsinnehavaren Robert Mitchum hade först föreslagit för regissören Charles Laughton att de skulle spela in filmen i Appalacherna, där filmens handling utspelar sig, men Laughtons budget tillät inte detta och han ville ändå använda sig av Hollywoods inspelningsstudior för att kunna skapa de specifika bildscener han hade tänkt sig för filmen. Han hittade vad han letade efter hos Pathé och Republic Studios samt vid skådespelaren och filmskaparen Rowland V. Lees ranch i San Fernando Valley.

## Om filmen

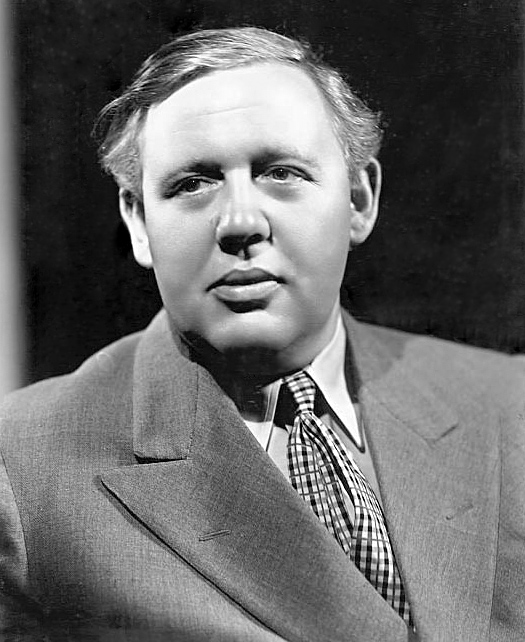
Filmens regissör Charles Laughton.

Filmen, som utspelar sig i West Virginia längs med Ohiofloden under 1930-talet och den stora depressionen, är baserad på romanen Nattens onda ögon av Davis Grubb. Grubbs roman är i sin tur baserad på det verkliga fallet med seriemördaren Harry Powers som mördade ensamstående kvinnor i West Virginia efter att först ha tagit kontakt med dem via kontaktannonser. Filmen är enligt vissa en av de märkligaste, och mest skrämmande, som någonsin producerats i Hollywood, en slags allegori om det goda och det onda.
Filmen regisserades av den brittisk-amerikanske skådespelaren Charles Laughton, och skulle komma att bli Laughtons enda film som regissör på grund av ett svalt mottagande från både publik och kritiker när den gick upp på biograferna. Tidningen Variety menade bland annat att den obevekliga terrorn som går igenom Davis Grubbs litterära förlaga (Nattens onda ögon) gick förlorad i Laughtons och producenten Paul Gregorys översättning. Bosley Crowther vid New York Times menade förvisso att filmen har sina kvaliteter, bland annat både i Robert Mitchums och Shelley Winters skådespelarinsatser samt även i Laughtons förmåga att gestalta en viss typ av ignoranta småstadsmänniskor, men hävdade ändå att filmen hamnar fel mot slutet när den inriktar sig på allegoriska kontrasteringar mellan de onda och de goda krafterna.
Under senare år har filmen fått retrospektiv uppskattning och 1992 blev den av USA:s kongressbibliotek bedömd att vara "kulturellt, historiskt eller estetiskt signifikativ" och valdes ut för bevaring i deras National Film Registry. 2008 listade det inflytelserika franska filmmagasinet Cahiers du cinéma filmen på andra plats över de bästa filmerna någonsin bakom Orson Welles En sensation.

### Röster om filmen

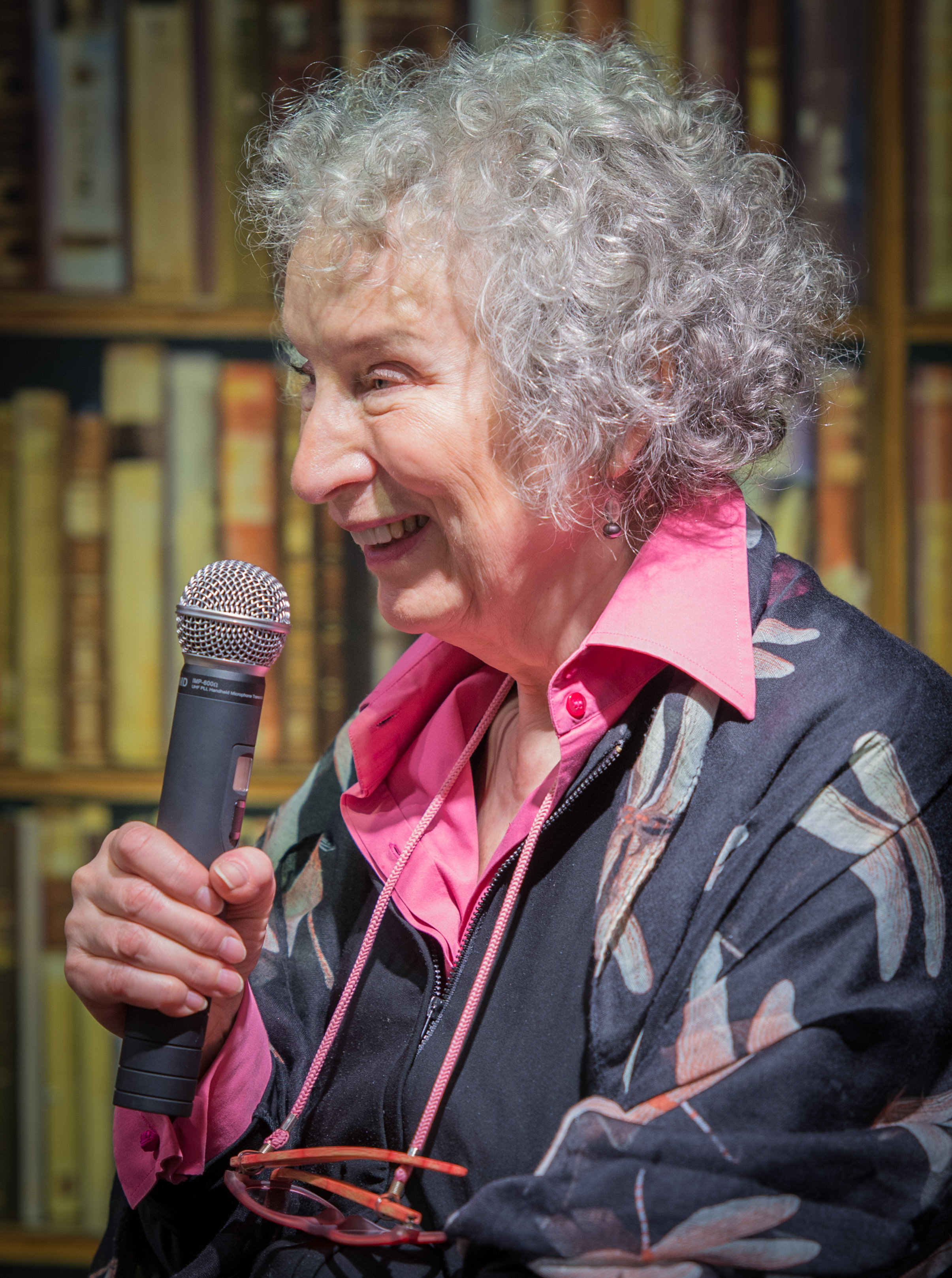
Margaret Atwood.

Den amerikanske filmkritikern Roger Ebert vid Chicago Sun-Times gav filmen fyra poäng av fyra möjliga och menade att filmen, till skillnad från många andra bra filmer från mitten av 1950-talet, har stått sig väl under årens lopp och att detta beror på att Laughton placerat sin historia i en påhittad filmvärld bortom den konventionella realismen vilket gett den en tidlös kvalitet. Han kännetecknade filmen som en "expressionistisk egendomlighet" och tyckte att den är både skrämmande och vacker.
Den kanadensiska författarinnan Margaret Atwood, som skrivit bland annat Tjänarinnans berättelse (The Handmaid's Tale) och som var 15 år gammal när filmen hade premiär, benämnde filmen som sin favoritfilm i en artikel i den brittiska tidningen The Guardian i mars 1999 betitlad "Why I love Night Of The Hunter", i samband med ett besök vid litteraturfestivalen The Word i London. Atwood menade bland annat att det, under en tid när biografbesöken mest handlade om att intressera sig för sin respektive partner, var ett positivt vitsord till filmen att hon inte kunde minnas med vilken pojkvän hon sett filmen. Atwood menade att filmen varit så gripande att den snedvridit hennes unga hjärna och att flera bildsekvenser från filmen förföljt henne alltsedan första gången hon såg den. Shelley Winters karaktär Willa Harper under vatten (mördad av Harry Powell och sänkt i floden), som en skeppsbruten sjöjungfru, har enligt Atwood gjort flera förtäckta framträdanden i hennes eget författarskap.